# Conchi Regueiro
María Concepción Regueiro Digón, más conocida como Conchi Regueiro, (Lugo, 1968) es una escritora de ciencia ficción española.

## Trayectoria
Regueiro es diplomada en trabajo social y pedagoga, al tiempo que se ha dedicado a la docencia en cursos de formación ocupacional permanente.
Su obra tiene perspectiva feminista y subvierte los estereotipos de género conservadores, intercalando obras en gallego y en castellano. En gallego, su primera publicación, en 2002, fue una novela para adultos, Tempos agradables, pero continuó escribiendo libros de literatura no realista, de ciencia ficción y fantasía para público infantil y juvenil como Un marciano neste mundo (2004), O tesouro das ánimas (2011), y con incursiones en el terror como en A herdanza do marqués (2009), y su continuación A cerna do segredo (2014).
En castellano ha publicado narrativa para adultos, la recopilación La estirpe de Tordón (2005), que recoge dos novelas cortas y dos relatos; y novelas de ciencia ficción, como Reclutas de guerras invisibles (2006) en formato web, escrita en forma de ucronia, estilo al que también se acerca en los cuentos «Erundina Salvadora», en la edición de 2008 del Fabricantes de sueños y «El enemigo en casa» en Historias del Crazy Bar. Publica su novela Vistas al río (2007) en la Colección Mitilene de Ellas Editorial, melodrama con tintes sociales, seguido de La moderna Atenea (2008), y Los espíritus del humo (2017). Estas dos últimas obras tienen en común la combinación de una ciencia ficción clásica de raíz anglosajona, por un lado, y por otro, la temática social de la España de finales del siglo XIX, En Los espíritus del humo, experimenta con formas narrativas poco habituales, como la utilización de la segunda persona en la voz del narrador o con las anticipaciones que sirven de introducción a cada capítulo.  Introduce innovaciones en sus narraciones, como por ejemplo la inserción de legislación ficticia o registros de entrevistas de Tempos agradables, o editoriales de revistas y correos electrónicos en la La moderna Atenea o, incluso, una narración marcha atrás, desde el final hacia el principio, como es el caso del cuento «El punto canalla» incluido en Postales desde La Habana y otros relatos, III Antología de relatos El Melocotón Mecánico.
Además ha participado en antologías colectivas como la Antología de Relatos “El Melocotón Mecánico”; el Libro Andrómeda, la Revista Parnaso, el Fabricantes de Sueños o las antologías de la editorial Stonewall, así como en la antología de temática queer Dos orillas. Voces de la narrativa lésbica de la  Editorial EGALES, género en el que publicará también, en colaboración con Lola Robles, Historias del Crazy Bar y otros relatos de lo imposible (2012), publicado por la editorial LGTB Stonewall, que contiene relatos protagonizados por mujeres que tienen relaciones con otras mujeres, y enlazan la ciencia ficción con el feminismo.
Junto con Lola Robles, realizó la selección de relatos para la edición del 2016 de la antología Visiones, que auspicia anualmente la Asociación Española de Fantasía, Ciencia Ficción y Terror.
Regueiro ha sido jurado en los 6.º y 7.º Premios Meiga Moira, de Literatura Infantil-Xuvenil convocado por Baía Edicións en  2014 y 2016 respectivamente.

## Premios y reconocimientos
A lo largo de su carrera, la obra de Regueiro ha sido reconocida con los siguientes premios en certámenes nacionales:
- 1.º Premio de relato Festa da Rosa do Concello de Mos, 1993 por  el relato Un burato no aire.[17]
- III Premio de Novela Mulleres Progresistas, en 2002 por la novela Tempos agradables.
- 2.º Premio en el Certamen Noite Meiga de Sarria en 2002.
- 3.º Premio no Cultura Ouente de Caldas de Reis en 2004.
- Finalista I Premio Meiga Moira de Literatura Infantil y Xuvenil de Baía Edicións en 2004 por Un marciano neste mundo.
- Finalista a mejor novela en lengua española en los Premios Ignotus 2009 por La moderna Atenea,

## Obras
Su obra en castellano incluye las publicaciones:
- La estirpe de Tordón (2005)
- Vistas al río (2007)
- La moderna Atenea (2007 y 2018)
- Reclutas de guerras invisibles (2011)
- Historias del Crazy Bar y otros relatos de lo imposible (2012)
- Visiones 2016 (2016)
- Los espíritus del humo (2017)
- ¿Hogar? (2018)
- La refulgencia (2019)
- Eldelrío (2020)
- Aldith (2020)

Su obra en gallego recoge, entre otros, los títulos:
- Tempos agradables (2002)
- Un marciano neste mundo (2004)
- A herdanza do marqués (2009)
- O tesouro das ánimas (2011)
- A cerna do segredo (2014)